# Marin le Bourgeoys
Marin le Bourgeoys (hacia 1550-1634) fue un artista e inventor francés, conocido por inventar la llave de chispa que sería usada en las armas de fuego de avancarga por más de dos siglos.

## Biografía
Marin le Bourgeoys nació en el seno de una importante familia de artesanos de Lisieux, en Normandía. Probablemente fue aprendiz de pintor en sus inicios. Más tarde alcanzó la fama no solo como artista, sino también como armero, inventor y luthier. En 1598, sus talentos llamaron la atención de Enrique IV de Francia, que lo nombró Valet de chambre en la corte. En 1608, se le otorgaron habitaciones en la Gran Galería del Louvre. Él produjo cuadros, armas de fuego, armas de aire comprimido, ballestas y globos terráqueos.
Continuó sirviendo a la corte en el reinado de Luis XIII de Francia. Se cree que entre 1610 y 1615 creó la llave de chispa, que fue una mejora respecto a las primigenias llaves de este tipo. Su diseño básico fue copiado y rápidamente se esparció por todo Europa. Sus armas eran consideradas obras de arte, teniendo Luis XIII varias de éstas en una colección particular. El rey también las regalaba a sus cortesanos predilectos y a visitantes de gran estima.
Una característica de la llave de Marin le Bourgeoys era que su martillo tenía una posición de semiamartillado, con la cual el arma podía ser cargada pero no dispararía. Esta característica demostró ser mucho más segura que los primeros modelos, siendo implementada a gran escala cuando otros armeros copiaron la llave de chispa.
El diseño de Marin le Bourgeoys fue estándar en las armas de fuego hasta la década de 1840, cuando fue finalmente reemplazado por la llave de percusión.   